# Escut de Torrent (Baix Empordà)
L'escut oficial de Torrent té el següent blasonament:
Escut caironat: de gules, sembrat de creuetes d'argent; ressaltant sobre el tot una faixa ondada d'atzur. Per timbre, una corona de marquès.

## Història
Va ser aprovat el 22 de setembre de 1995 i publicat al DOGC el 16 d'octubre del mateix any amb el número 1515.
El sembrat de creuetes d'argent sobre camper de gules són les armes parlants dels Cruïlles, marquesos del castell de Torrent; el marquesat també es veu representat per la corona del capdamunt. La faixa ondada és un senyal parlant referent al nom del poble, ja que simbolitza un torrent.